# Imparfinis nemacheir
Imparfinis nemacheir är en fiskart som först beskrevs av Eigenmann och Fisher, 1916.  Imparfinis nemacheir ingår i släktet Imparfinis och familjen Heptapteridae. Inga underarter finns listade i Catalogue of Life.